# Nini Andrade
Isabel Maria Andrade Silva, más conocida como Nini Andrade, (Funchal, 1962) es una diseñadora de interiores y pintora portuguesa, condecorada como Oficial de la Orden del Infante Don Enrique

## Biografía
Andrade nació en la isla de Madeira. Se licenció en Diseño en el Instituto de Artes Visuales, Diseño y Marketing (IADE), en Lisboa. Desarrolló su carrera académica y profesional tanto en Portugal como en el extranjero, en lugares como Nueva York, Londres, París, Sudáfrica y Dinamarca. Montó talleres de diseño de interiores en Funchal, Lisboa y fuera de Portugal.
En 2014, remodeló los siete hoteles de la cadena hotelera Movich en Colombia. También llevó a cabo el hotel Aquapura Douro Valley en Portugal, hotel The Vine en Madeira, hotel Theater en Oporto, hotel Fonatana Park en Lisboa y el B.O.G hotel. en Bogotá. Ha diseñado el interior de hoteles de varias partes de Portugal y Brasil, entre otros. En octubre de 2015 abrió su primer centro de diseño en Funchal, en el Fuerte de Nossa Senhora da Conceição do Ilhéu.
Andrade también es pintora y expuso su obra artística en museos de lugares como París, Nueva York, Irlanda, Miami y Nueva Delhi.

## Premios
Entre otros reconocimientos, Andrade ganó el premio Internacional de Diseño y Arquitectura 2011 por su línea de mobiliario "Garota do Calhau". El 10 de junio de 2011 fue reconocida como Oficial de la Orden del Infante Don Enrique por el entonces presidente Aníbal Cavaco Silva.
Fue reconocida en los premios International Hotels Awards con el galardón al mejor diseño de interiores de las Américas por su trabajo en el B.O.G hotel. en Bogotá. Como artista, fue recibió el premio de Cultura de la Presidencia del Gobierno Regional por su obra “Girl of the Pebble”.

## Galería

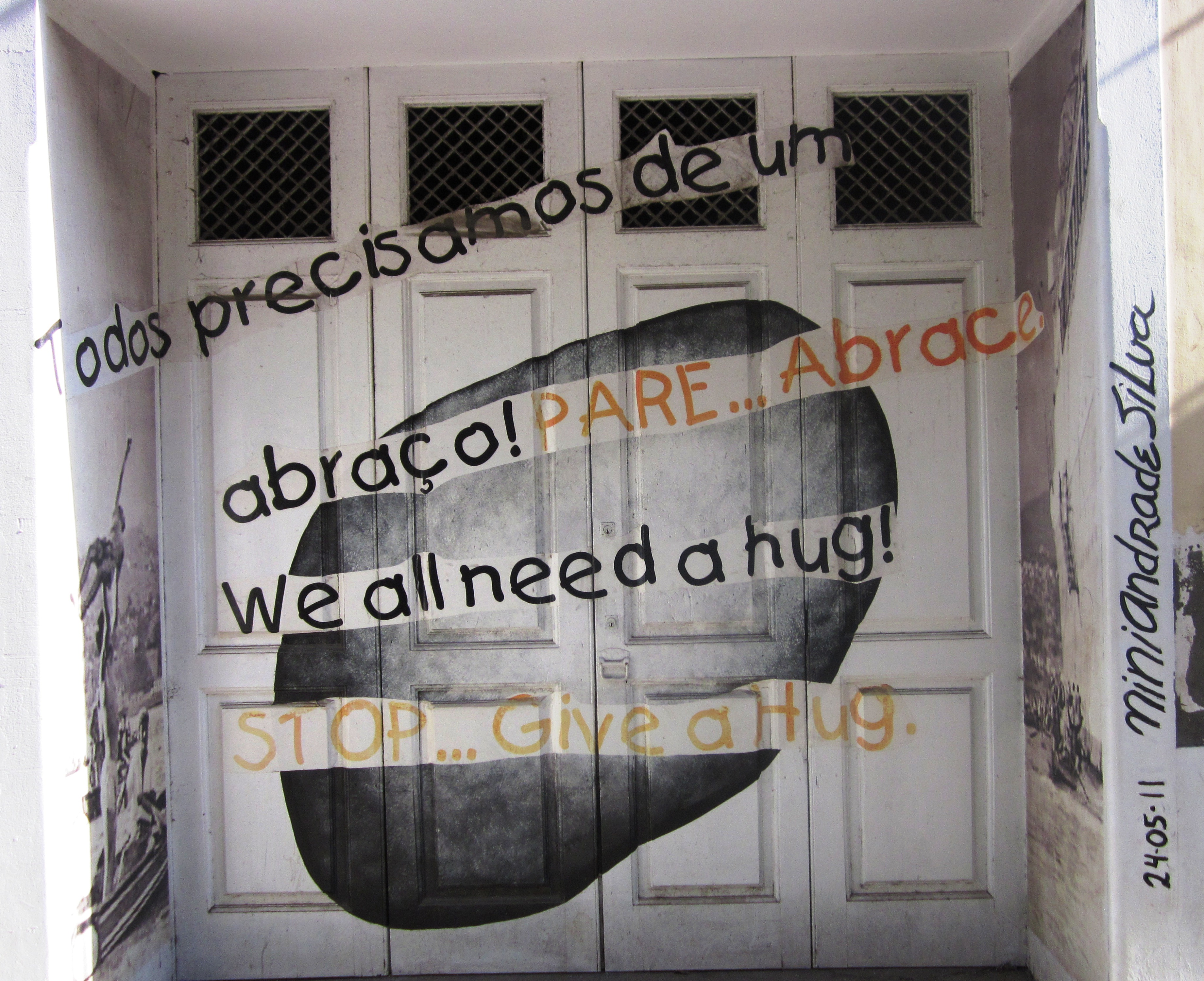
Puerta pintada por Nini Andrade en Funchal como parte del proyecto Arte de Portas Abertas
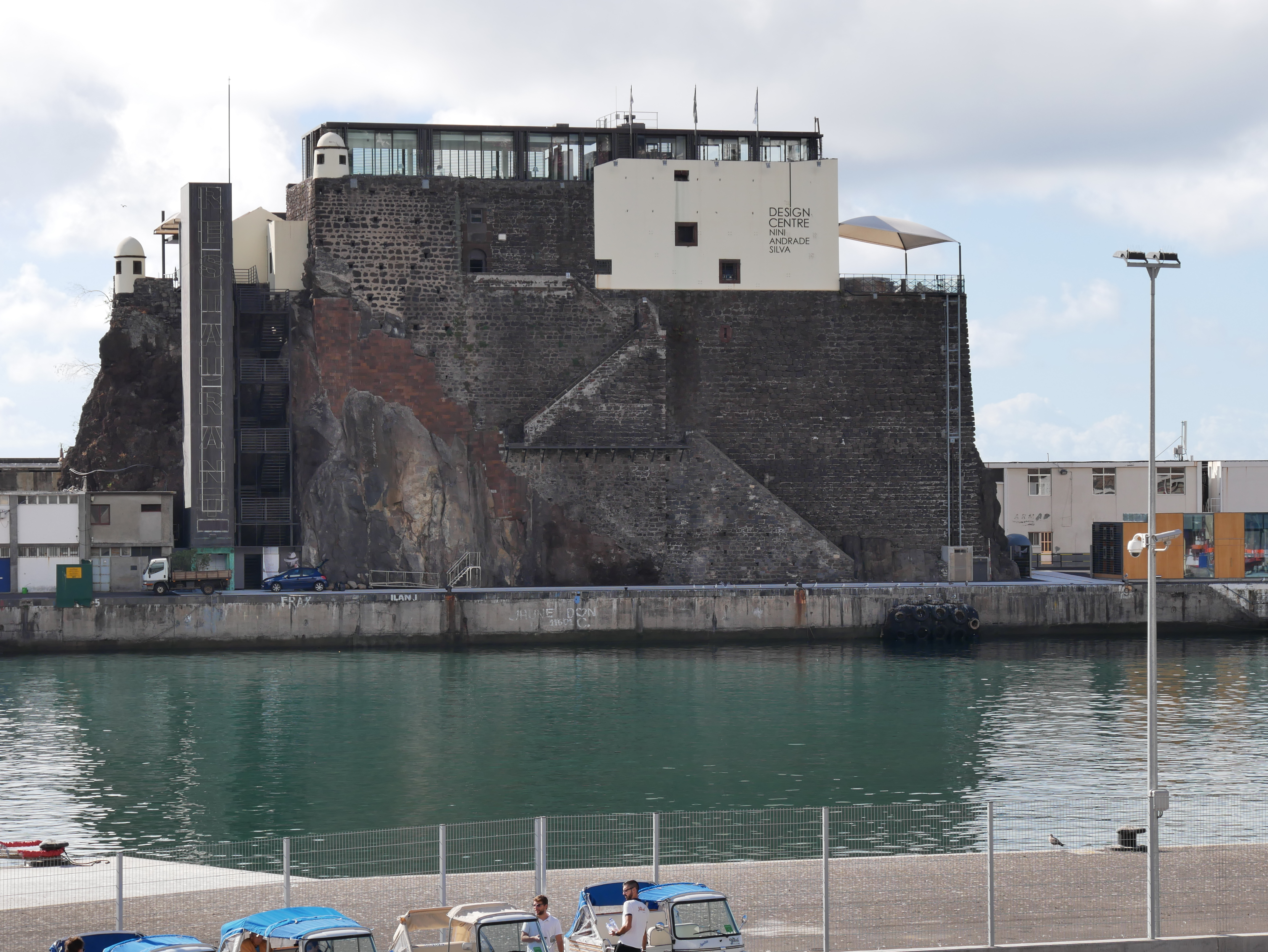
Fortaleza de Nossa Senhora da Conceição, donde se encuentra el Centro de Diseño Nini Andrade Silva